# Mers El Kheir
Mers El Kheir (en àrab مرس الخير, Mars al-Ḫayr; en amazic ⵄⵉⵏ ⵄⵜⵉⵇ) és una comuna rural de la prefectura de Skhirate-Témara, a la regió de Rabat-Salé-Kenitra, al Marroc. Segons el cens de 2014 tenia una població total de 20.617 persones.